# Libera Chiesa
Libera Chiesa (o "Chiesa libera") è una forma di chiesa d'origine protestante che affonda le sue radici nel puritanesimo anglo-americano o nell'anabattismo continentale. 

## Caratteristiche
A differenza dalle chiese nazionali legate in varia misura agli stati ed organizzate in parrocchie sottoposte ad una qualche gerarchia ecclesiastica (in genere l'episcopato), la "chiesa libera" è essenzialmente un'associazione volontaristica di cristiani a livello locale che decide di costituirsi come comunità cristiana indipendente ed autogestita, sulla base di un Patto di chiesa e di una precisa Confessione di fede. Pur sottoposta alle leggi degli stati ed al diritto comune, essa si comprende come indipendente dallo stato e ne resiste l'ingerenza, rifiutando una qualsiasi forma di privilegio e sovvenzioni da parte di esso. La "chiesa libera", infatti, si finanzia solo con i contributi volontari dei suoi membri.
"Chiese libere" si trovano soprattutto nell'ambito della tradizione battista e congregazionalista, ma troviamo pure riconoscersi come tali chiese presbiteriane e luterane che, dissentendo dalle chiese protestanti nazionali d'origine, decidono di separarsene e di portare avanti la propria attività in modo autonomo.

## Storia
Il termine di chiesa libera lo ritroviamo più volte nella storia europea:
- Paesi Bassi (1839)
- Francia (1849)
- Germania ed Italia
- Scozia attraverso la Libera Chiesa di Scozia (1843)

Inizialmente divise a partire dalla seconda metà del XIX secolo si vennero a creare movimenti più diffusi in ambito territoriale, come ad esempio:
- l'Unione delle Chiese libere in Scozia del 1900, fusione fra Libera Chiesa di Scozia e la Chiesa unita presbiteriana fondata nel 1847
- l'Unione delle Chiese libere evangeliche  in Francia
- l'Unione delle Chiese libere evangeliche luterane in Germania (1919)